# Didymodon japonicus
Didymodon japonicus là một loài Rêu trong họ Pottiaceae. Loài này được (Broth.) K. Saito mô tả khoa học đầu tiên năm 1975.